# الکترومکانیک

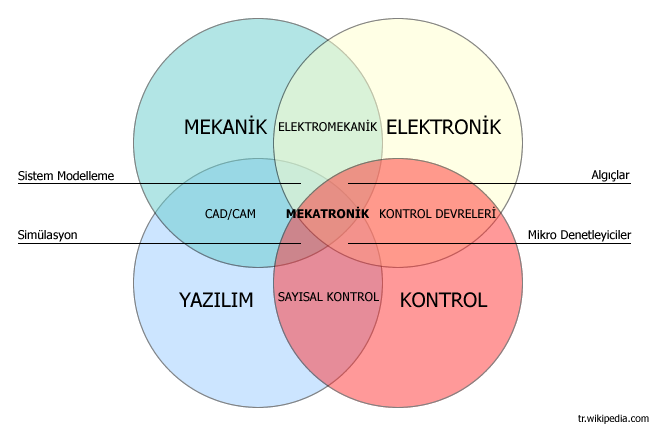
الکترومکانیک

الکترومکانیک (به فرانسوی: Électromécanique، الکترومکانیک) (به انگلیسی: Electromechanics، الکترومِکَنِکس) یک رشته میان‌رشته‌ای تلفیقی از مهندسی مکانیک و مهندسی الکترونیک است.
در سال ۲۰۱۰ بیشاز ۱۶ هزار نفر تکنسین الکترومکانیک در ایالات متحده مشغول به کار بوده‌اند که نسبت آن‌ها به کل تکنسین‌های این کشور رقمی در حدود ۱ به ۹۰۰۰ بوده‌است.